# Гордійчук Павло Володимирович
Павло Володимирович Гордійчук (нар. 4 серпня 1990) — український футболіст, який грає на позиції півзахисника. Відомий за виступами у низці українських клубів, а також у скпаді юнацької збірної України різних вікових груп.

## Клубна кар'єра
Павло Гордійчук розпочав займатися футболом у ДЮСШ міста Нетішина, пізніше продовжив удосконалення футбольної майстерності в львівському УФК. З 2006 року Гордійчук став гравцем вищолігових львівських «Карпат», проте в основному складі так і не зіграв, обмежившись виступами за дублюючий склад та за «Карпати-2» у другій українській лізі. На початку 2012 року Павло Гордійчук став гравцем клубу першої ліги «Львів», і виступав у його складі аж до припинення виступів команди в чемпіонатах України. Після цього Гордійчук протягом одного сезону виступав за нижчоліговий польський футбольний клуб «Томашувія» з Томашова-Любельського, яку в цей час очолював український тренер Богдан Блавацький. Проте в цьому сезоні команда виступила невдало, та не зуміла підвищитись у класі, що призвело до звільнення з клубу тренера та українських гравців. Гордійчук після відходу з «Томашовії» був на перегляді в іншому нижчоліговому польському клубові «Бронь» з Радома, проте у результаті вирішив повернутися до України, і став гравцем київського клубу другої ліги «Оболонь-Бровар». У київській команді футболіст провів чотири сезони, протягом яких зіграв більше 100 матчів за клуб. У складі клубу став срібним призером другої ліги сезону 2014—2015 років та бронзовим призером першої ліги сезону 2015—2016 років. У середині 2017 року Гордійчук став гравцем нижчолігового польського клубу «Сталь» із Ряшева, проте вже на початку 2018 року повернувся до України, де став гравцем клубу першої ліги «Волинь» з Луцька. У гостьовому матчі зі своєю колишньою командою «Оболонь-Бровар» Павло Гордійчук зумів відзначитись забитим м'ячем. який приніс перемогу його команді. Після закінчення сезону 2017—2018 років футболіст перейшов до складу іншої першолігової команди «Суми», проте вже після трьох зіграних матчів залишив клуб.

## Виступи за збірні
Павло Гордійчук із 2007 до 2009 року запрошувався до юнацької збірної України різних вікових груп. У складі команди футболіст брав участь у відбіркових матчах до фіналу чемпіонату Європи з футболу серед юнаків. Усього  на юнацькому рівні зіграв за українську збірну 16 матчів, у яких відзначився 1 забитим м'ячем.

## Досягнення
Друга ліга України:
- Срібний призер: 2014–2015

Перша ліга України:
- Бронзовий призер: 2015–2016